# Carrick Paul
Carrick Stewart Paul (ur. 5 lutego 1893 w Thames, zm. 22 stycznia 1919 nad morzem u wybrzeży Egiptu) – nowozelandzki as lotnictwa Royal Australian Air Force z 6 potwierdzonymi zwycięstwami w I wojnie światowej.
W momencie rozpoczęcia wojny w 1914 roku Carric Paul mieszkał i pracował w Australii. Nie wiadomo kiedy wstąpił do wojska, ale po przejściu szkolenia lotniczego w Royal Australian Air Force został przydzielony do No. 66 Squadron RAF operującego na froncie w Palestynie i wyposażonego w samoloty Bristol F.2 Fighter. Wkrótce jednostka została przemianowana na No. 1 Squadron RAAF. Przez cały okres służby latał z obserwatorem porucznikiem Williamem Jamesem Alexandrem Weirem.
Pierwsze podwójne zwycięstwo Carrick Paul odniósł 23 maja 1918 roku w okolicach Nablusu. Jednym z pilotów zestrzelonych przez Paula i Weira Albatrosów D.V był niemiecki as Gustav Schneidewind. Ostatnie piąte zwycięstwo powietrzne odniósł 16 sierpnia 1918 roku nas niemieckim samolotem Rumpler C.
Po zakończeniu wojny pozostał w lotnictwie. Jego jednostka przebywała w Egipcie. Na kilka dni przed planowanym powrotem do Australii zginął w niewyjaśnionych okolicznościach w wypadku samolotu, który pilotował.